# سیارک ۱۳۶۴۳
سیارک ۱۳۶۴۳ (به انگلیسی: 13643 Takushi، نامگذاری:1996HC1) سیزده هزار و ششصد و چهل و سومین سیارک کشف شده‌است که در ۲۱ آوریل ۱۹۹۶ کشف شد.
قدر مطلق سیارک برابر ۳۵.۴ است.